# Élancourt (kopec)
Élancourt (colline d'Élancourt nebo colline de la Revanche) je umělý kopec v obci Élancourt ve francouzském departementu Yvelines. S výškou 231 metrů nad mořem je nejvyšším bodem v celém regionu Île-de-France.
Z vrcholu kopce jsou viditelné Eiffelova věž, věž Montparnasse, mrakodrapy v La Défense, Étang de Saint-Quentin a forêt de Meudon. Kopec vznikl lidskou činností navršením hlušiny a odpadu. Slouží jako odpočinkové místo, jeho svahy jsou využívány k provozování mnoha sportů. Kopec byl vybrán pro pořádání soutěže v jízdě na horských kolech během letních olympijských her v roce 2024 v Paříži.

## Toponymie
Název místa zvaného La Revanche se objevuje v roce 1881. Městská rada obce Élancourt v roce 2004 rozhodla o přejmenování kopce na colline d'Élancourt.

## Poloha
Kopec Élancourt se tyčí 231 metrů nad mořem a je nejvyšším bodem nejen departementu Yvelines, ale i celého regionu Île-de-France.
Nachází se na území obce Élancourt, v blízkosti čtvrti La Clef de Saint-Pierre, jižně od silnice D 912. Hlavní přístup vede od východu přes Avenue Jean-Pierre Timbaud v obci Trappes. Zpevněná cesta vede odtud až na vrchol. Další přístupy jsou od Rue Alain Colas a Chemin de la Julienne v Élancourtu.

## Historie
V roce 1881 se zde nacházel dům na samotě, kde bydlel provozovatel kamenolomu. V roce 1906 bydleli v domě dva lomaři, cementář, povozník a jeho žena. V roce 1911 provozovala společnost Berneron z Marly na místě šest lomů. V roce 1920 se Joseph Marzi stal jedním z provozovatelů kamenolomů, z nichž nejvýznamnější byl La Revanche. V letech 1920-1930 najal muže z italského regionu Giaveno. Od roku 1931 se rozvíjela těžba. Stály zde tři domy, kde bydlelo celkem 25 lidí, včetně pěti dělníků z lomu z firmy Champy a čtyř z firem Boyer a Petitpied. V roce 1936 zde pracovalo čtrnáct italských dělníků a jejich rodin, bydlících v Trappes, pocházející z vesničky La Maddalena Di Giaveno, italského města v Piemontu, a jeho malých sousedních měst. Joseph Marzi zemřel v roce 1953. V roce 1959 firma Marzi zanikla. Potomci prvních přistěhovalců založili v roce 1987 sdružení rodáků z regionu Giaveno, kteří udržují vztah se svou původní vlastí.
Těžba kamene probíhala za pomocí koleček. Vozíky na úzkorozchodných tratích se objevily mezi lety 1920-1924.
Po druhé světové válce těžba v lomu postupně klesala a z místa se stala skládka domovního odpadu pro Versailles, Saint-Cyr, Trappes a Bois-d'Arcy. V roce 1972 tato skládka pokrývala 59 hektarů. Byla uzavřena v roce 1974 po otevření závodu na zpracování a spalování odpadu Thiverval-Grignon.
Umělý kopec vznikl skladováním hlušiny z vykopávek, navážením zeminy a odpadu ze staveních prací při výstavbě nového města Saint-Quentin-en-Yvelines a také při rozebírání vraků automobilů, které zde probíhalo v letech 1967-1994.
Vrch dosáhl nejvyššího bodu v roce 1992 a stal se po zástavbě a ozelenění dominantou a místem sportovních aktivit.

## Činnosti
Dokud nebyl oficiálně zakázán, hojně byl navštěvován milovníky paraglidingu a rádiem řízených kluzáků (hlavně svahové létání). Kopec se stal místem pro horská kola, pěší turistiku a jogging.
Koná se zde závod La course de La Revanche, závod do vrchu dlouhý 10 km. Také se zde koná závod Challenge de VTT des Yvelines.
Kopec také slouží jako cvičiště pro vojenské a taktické simulační týmy EADS. Simulace se zaměřují na nejnovější zbraně (samopaly, odpalovače raket atd.).
Místo bylo vybráno pro pořádání akcí na horských kolech na letních olympijských her v Paříži v roce 2012. Vzhledem k tomu, že kandidatura Paříže na olympijské hry 2012 neuspěla, bylo zvažováno několik projektů:
- rozvíjet lokalitu krajinářský parkem pro trávení volného času;
- vyvinout, navzdory nekvalifikaci Paříže na olympijské hry 2012, plánované trasy pro horská kola;
- vybudovat umělou sjezdovku, projekt řízený společenstvím Saint-Quentin-en-Yvelines.

Místo hostilo francouzské mistrovství horských kol v roce 2016.
Kopec bude hostit závody na horských kolech během letních olympijských her v roce 2024. Místní orgány musí vybudovat a financovat další vybavení ke stávající trati pro horská kola, které zde zůstane i po roce 2024 pro extrémní sporty a trávení volného času. Po dokončení fáze studie mají být práce zahájeny na konci roku 2022 s plánovaným dokončením v prvním čtvrtletí roku 2024.
V říjnu 2013 holandská společnost SnowWorld oznámila, že jedná o projektu sjezdovky se třemi dráhami o celkové délce 320 metrů s výškovým rozdílem šedesáti metrů. Vystaví kvůli nim halu o ploše 22 000 m2, kde se bude po celý rok udržovat teplota −5 °C. Dokončení komplexu SkiDôme bylo plánováno na zimu 2016. 5. listopadu 2014 starosta Élancourtu Jean-Michel Fourgous oznámil, že byl projekt pozastaven z finančních důvodů.